# Vîhnanka, Nemîriv
Vîhnanka (în ucraineană Вигнанка) este un sat în comuna Vîșkivți din raionul Nemîriv, regiunea Vinnița, Ucraina.

## Demografie
Componența lingvistică a localității Vîhnanka
     Ucraineană (100%)
Conform recensământului din 2001, toată populația localității Vîhnanka era vorbitoare de ucraineană (100%).